# La gazza ladra
La gazza ladra (tiếng Việt: Con chim ác là ăn cắp) là vở opera 2 màn theo phong cách opera semiseria của nhà soạn nhạc người Ý Gioachino Rossini. Tác phẩm được viết lời bởi Giovanni Gherardini, dựa trên tác phẩm La pie voleuse của Jean-Marie-Theodor Badouin d'Aubigny và Louis-Charles Caigniez. Tác phẩm có nhiều điểm đáng chú ý.

## Câu chuyện và vấn đềlịch sửđương thời
Cốt truyện được bắt bằng việc cô hầu Ninetta bị buộc tội ăn cắp chiếc thìa bạc của chủ nhà. Để giấu việc cha mình đảo ngũ, cô không thể chứng minh sự trong sạch của mình. Nhưng rất may là cô may mắn thoát chết nhờ việc người ta phát hiện chiếc thìa ấy bị đánh cắp bởi một con ác là. Nó đã giấu chiếc thìa trên cái tổ của nó ở trên tháp nhà thờ.
Vấn đề đáng nói là vào thời Rossini, tội ăn cắp và đảo ngũ đều có khả năng bị xử tử hình. Có một câu chuyện có thật là có một cô gái hầu bị xử tử hình vì bị buộc tội ăn cắp, nhưng cuối cùng người ta phát hiện ra thủ phạm thực sự lại là ác là. Thế nên, châu Âu đã khoan hồng hơn trong việc xét xử tội ăn cắp.

## Overture-nét đẹp và câu chuyện bên lề
Phần overture của La gazza ladra khá đặc biệt. Nếu ai đó từng nghe các bản overture của Rossini sẽ phát hiện ra rằng sự bắt đầu của bản overture này khác biệt hẳn những overture khác. Nếu như từ L'italiana in Algeri, Il barbiere di Siviglia cho đến Guillaume Tell đều bắt đầu chậm rãi thì overture của La gazza ladra lại bắt đầu bằng hành khúc rất sôi nổi và mạnh mẽ. Bắt đầu bằng những tiếng trống dây, hành khúc được tấu lên. Tuy nhiên, bản overture này lại không thoát khỏi khuôn mẫu chung của overture phong cách Rossini (có một số ngoại lệ như overture của Guillaume Tell gồm 4 phần: prelude, bão tố, tiếng gọi đàn bò và kết thúc), đó là: có phần mở đầu, đạo một đoạn nhạc kết thúc phần đó, lặp lại hai lần hai chủ đề chính và cuối cùng là kết thúc. Nói chung về giai điệu, overture của La gazza ladra vừa thể hiện được phong cách rất dễ nhận ra của Rossini, vừa mang phong của thời kỳ âm nhạc Cổ điển, dù ông sống phần lớn cuộc đời trong thời kỳ âm nhạc Lãng mạn.
Có một câu chuyện được kể lại rằng để bắt Rossini viết overture kịp thời gian công diễn, ông chủ của nhà soạn nhạc nhốt ông lại bằng một cái phòng khóa kín trước ngày công diễn. Mỗi khi viết xong tờ tổng phổ nào thì Rossini ném tờ đó ra ngoài để người ta chép thành các phần biểu diễn cho các nhạc công.
Trong hoàn cảnh hiện nay vở opera hầu như không được trình diễn nữa, dù nổi tiếng ngay từ những ngày công diễn đầu tiên, overture của tác phẩm có lẽ là dấu ấn lớn nhất mà người ta có thể nhớ tới.